# Heinrich Zaar (Architekt, 1875)
Heinrich Johann Wilhelm Zaar (* 14. August 1875 in Berlin; † um 1934 ebenda) war ein deutscher Architekt und Baubeamter.

## Leben
Heinrich Zaar war der Sohn des Architekten Jacob Heinrich Zaar und Karoline Emma Wilhelmine geb. Loewenstein.
Nach dem Studium der Architektur trat er in den Staatsdienst. 1902 wurde er Regierungsbaumeister im Eisenbahnbaufach, 1904 Regierungs- und Stadtbaumeister. Unter der Oberleitung von Friedrich Krause erstellte er Entwürfe für den Osthafen in Berlin, wurde Leiter des technischen Büros für Entwürfe und Bauausführung der Berliner Nord-Südbahn in Berlin und leitete auch das Technische Büro II für den Bau des Westhafens in Berlin. 1912 wurde er Magistrats-Baurat. 1924 wurde er zum Oberbaurat und 1933 zum Stadtbaudirektor befördert. Vermutlich starb er im Jahr 1934.

## Ehrungen
1914 wurde Heinrich Zaar mit dem Königlichen Kronenorden III. Klasse geehrt.

## Veröffentlichungen
- Der neue Osthafen zu Berlin. In: Deutsche Bauzeitung, 1914, S. 719–722, 727–729, 736–740, 747–750.